# 秋山仁
秋山 仁（あきやま じん、1946年10月12日 - ）、日本的數學家。東京理科大學教授、數理教育研究中心長。專攻圖論、離散幾何學。理學博士。東京都武藏野市出身。

## 個人特色
招牌髮型是灰白的山羊鬍和長髮，經常上電視參與演出，外號雷鬼教授。

## 學經歷
- 1965年 - 駒場東邦高等學校畢業
- 1969年 - 東京理科大学理學部應用數學科畢業
- 1982年 - 取得東京理科大學理學博士學位

## 著作
1. 1 2  . 日外アソシエーツ. 2004年6月: 21. ISBN 978-4-8169-1852-0.